# Anton Michailowitsch Tschupkow
Anton Michailowitsch Tschupkow (russisch Антон Михайлович Чупков; * 22. Februar 1997 in Moskau) ist ein russischer Schwimmer.

## Leben
Tschupkow ist seit 2013 Mitglied der russischen Jugendnationalmannschaft. Er war bei der Schlussfeier der Olympischen Jugendspiele 2014 Fahnenträger. Zwei Jahre darauf gewann er bei den Olympischen Spielen in Rio de Janeiro die Bronzemedaille über 200 m Brust. 2017 in Budapest und 2019 in Gwangju wurde er in derselben Disziplin Weltmeister sowie 2018 in Glasgow Europameister.
Er hält seit dem 26. Juni 2019 den Weltrekord über 200 m Brust mit 2:06,12 min. Bei der russischen Armee hat er den Rang eines Fähnrichs.